# Футбол у Дрогобичі

## Клуби

### 1900-ті
СТ «Поґонь» Дрогобич (1909)

### 1920-ті
ВЦСП «Юнак» Дрогобич (1922)
ТСТ «Підгір'я» Дрогобич (1922)
ЖГСТ «Бейтар» Дрогобич (1923)
ТУР Дрогобич (1924)
ДС «Сокул» Дрогобич (1925)
КС «Польмін» Дрогобич (1926)

### 1930-ті
УСК «Ватра» Дрогобич (1934)
СТ «Спартак» Дрогобич (1939/1940)
СТ «Динамо» Дрогобич (1939/1940)

### 1950-ті
ФК «Нафтовик» Дрогобич (1950)

### 1960-ті
ФК «Долотник» Дрогобич (1963)

### 1970-ті
ФК «Торпедо» Дрогобич (1971)
ФК «Автомобіліст» Дрогобич (1974)
ФК «Хімік» Дрогобич (1979)

### 1980-ті
ФК «Авангард» Дрогобич (1983)
МФК «Галичина» Дрогобич (1989)

## Стадіони
Стадіон «Галичина» (1904)
Стадіон «Каменяр» (1926)
Стадіон ДЮСШ імені Івана Боберського (1949)

## Дербі
Дрогобицьке дербі
Нафтове дербі (Дрогобицько-Бориславське дербі)

## Відомі гравці
Савка Остап Володимирович (народився 1947 року)
Броварський Лев Рудольфович (1948—2009)
Райко Сергій Іванович (народився 1964 року)